# گمینا کراشنگچن
گمینا کراشنگچن (به لهستانی:  Gmina Kraśniczyn) یک گمینا در لهستان است که در شهرستان کراسنستاف واقع شده‌است. گمینا کراشنگچن ۱۱۰٫۰۲ کیلومتر مربع مساحت و ۴٬۲۸۴ نفر جمعیت دارد.